# Santy Hulst
Santy Hulst (Leiderdorp, 26 oktober 1987) is een Nederlands voormalig voetballer die in 2009 debuteerde in de Eredivisie bij ADO Den Haag. Hij bracht zijn middelbareschooltijd door op het Bonaventura College in Leiden. Hulst begon zijn voetbalcarrière bij amateurclub RCL te Leiderdorp. Hij werd door Aad de Mos ontdekt en vervolgens aangetrokken door AZ waar hij in het beloftenelftal speelde. Vervolgens vertrok hij naar ADO Den Haag waar hij debuteerde in de Eredivisie tegen Feyenoord. Hulst maakte zijn eerste doelpunt in de eredivisie in de thuiswedstrijd tegen Willem II. 
In januari 2011 werd hij voor een half jaar verhuurd aan FC Dordrecht. Hij zat daar samen met andere verhuurde ADO-spelers Tom Beugelsdijk en Kai van Hese. In de zomer van 2011 tekende Hulst een tweejarig contract bij FC Dordrecht. In 2012 stapte hij over naar De Graafschap. Nadat de Superboeren promoveerden naar de eredivisie, vertrok hij in 2015 naar de amateurs van Scheveningen. Vanaf 2016 kwam Hulst uit voor HBS dat zijn opwachting maakt in de nieuwe Derde divisie; aan het einde van seizoen 2017/18 stopte Hulst als voetballer.